# Роджерс, Брэндон
Брэндон Джордж Роджерс (англ. Brandon George Rogers, род. 3 августа 1988, Ливермор, Калифорния) американский ютубер, актер и комик. Он играет множество персонажей на своем одноименном канале на YouTube и является соавтором анимационного веб-сериала для взрослых Адский босс, в котором он озвучивает главного героя Блица, а также озвучивает репортера Кэти Килджой в мультсериале Отель Хазбин.

## Карьера
Начал создавать видеоролики для своей работы в адвокатской фирме в Лос-Анджелесе. Скоро у него появилась идея с напарником по съёмкам сделать юмористические версии этих видеороликов,  7 января 2006 они запустили свой канал на YouTube и назвали его «HotBananaStud» . Впервые получил признание в 2015 году, когда пользователь сервиса Vine выложил шестисекундные отрывки из его видео. Его видео стали вирусными на Vine и были показаны в шоу React от Fine Brothers Entertainment,. Приобрёл известность в Интернете.

## Личная жизнь
Родом из Ливермора, штат Калифорния, его корни происходят от португальского, филиппинского, шотландского и испанского происхождения Брэндон описывает свой родной город как консервативный, но его родители были очень либеральными.. Мать — бухгалтер, отец работает в Cisco. У него есть двое младших братьев и сестер. По сексуальной ориентации гей.

## Фильмография
| год        | название              | роль                                         | прочее                                          |
| ---------- | --------------------- | -------------------------------------------- | ----------------------------------------------- |
| 2008-наст. | Grandpa               | Дедушка (главная роль) и другие роли         | Также сценарист и режиссер                      |
| 2009-12    | Theater Class         | Алекс Риммер                                 | Также сценарист и режиссер                      |
| 2013       | Neighborhood Patrol   | Луис Бойд                                    | Также режиссер, сценарист и продюсер            |
| 2016-17    | Magic Funhouse        | Арло Диттман                                 | Также создатель, режиссер, сценарист и продюсер |
| 2017-18    | Stuff & Sam!          | Сэм (главная роль) и другие роли             | Также соавтор сценария и режиссер.              |
| 2019       | Blame the Hero        | Обвинитель (главная роль) и другие роли      | Также создатель                                 |
| 2019-наст. | Helluva Boss          | Blitzo и другие персонажи                    | Актер, соавтор сценария                         |
| 2020       | Blood & Makeup        | Эдди Освальд и другие роли                   | Также соавтор сценария, режиссер и редактор     |
| 2021       | The Mismatched        | Купидон                                      | Актер                                           |
| 2021-22    | Normal British Series | Адриан/Лорд Мингуорти (и многие другие)      | Также создатель                                 |
| 2023       | BRYCE                 | Брайс Танктраст (главная роль) и другие роли | Также соавтор сценария и режиссер               |
| 2024-наст. | Отель Хазбин          | Katie Killjoy (голос)                        | Актер                                           |
| 2024-наст. | Bosco                 | Карлос                                       | Актер                                           |
| 2024-наст. | Class Acts            | Алекс Риммер                                 | Также соавтор сценария                          |

## Награды и номинация
| Год  | Организация        | Награда              | Номинированная работа                                         | Результат |
| ---- | ------------------ | -------------------- | ------------------------------------------------------------- | --------- |
| 2017 | The Streamy Awards | Дизайн костюма       | Magic Funhouse (вместе с Кимберли Райс и Джонатаном Хинманом) | Победа    |
| 2018 | The Streamy Awards | Лучший комик YouTube | Играл себя                                                    | Номинация |
| 2018 | The Streamy Awards | Комедия              | Играл себя                                                    | Победа    |
| 2018 | The Streamy Awards | Дизайн костюма       | Magic Funhouse!                                               | Номинация |
| 2019 | The Streamy Awards | Сериал по сценарию   | Blame the Hero                                                | Победа    |
| 2019 | The Streamy Awards | Актёр                | Blame the Hero                                                | Победа    |
| 2019 | The Streamy Awards | Дизайн костюма       | Blame the Hero                                                | Номинация |
| 2019 | The Streamy Awards | Директор             | Blame the Hero                                                | Номинация |
| 2022 | The Streamy Awards | Писатель             | Играл себя                                                    | Победа    |
| 2022 | The Streamy Awards | Монтаж               | Играл себя                                                    | Номинация |
| 2022 | The Streamy Awards | Сериал по сценарию   | Normal British Series                                         | Номинация |
| 2023 | The Streamy Awards | Сериал по сценарию   | BRYCE                                                         | Победа    |
| 2023 | The Streamy Awards | Шоу года             | BRYCE                                                         | Номинация |